# Pływanie na Letnich Igrzyskach Olimpijskich 2004 – 100 m stylem grzbietowym kobiet
100 m stylem grzbietowym kobiet – jedna z konkurencji pływackich, które odbyły się podczas XXVIII Igrzysk Olimpijskich. Eliminacje i półfinał miały miejsce 15 sierpnia, a finał 16 sierpnia. 
Złoty medal zdobyła Amerykanka Natalie Coughlin, uzyskawszy w finale czas 1:00,37. Srebro zdobyła reprezentująca Zimbabwe Kirsty Coventry, która pobiła rekord Afryki (1:00,50). Brązowy medal z czasem 1:00,88 otrzymała Laure Manaudou z Francji.
Wcześniej, w drugim półfinale Coughlin ustanowiła nowy rekord olimpijski (1:00,17). Poprzedni rekord należał do Diany Mocanu z Rumunii, która na igrzyskach w 2000 roku uzyskała czas 1:00,21.

## Terminarz
Wszystkie godziny podane są w czasie greckim (UTC+03:00) oraz polskim (CEST).
| Data             | Godzina rozpoczęcia | Godzina rozpoczęcia |            |
| Data             | UTC+03:00           | CEST                |            |
| ---------------- | ------------------- | ------------------- | ---------- |
| 15 sierpnia 2004 | 10:00               | 09:00               | Eliminacje |
| 15 sierpnia 2004 | 19:30               | 18:30               | Półfinały  |
| 16 sierpnia 2004 | 19:52               | 18:52               | Finał      |

## Rekordy
Przed zawodami rekord świata i rekord olimpijski wyglądały następująco:
| Rekord            | Zawodniczka      | Czas    | Miejsce         | Data             |
| ----------------- | ---------------- | ------- | --------------- | ---------------- |
| Rekord świata     | Natalie Coughlin | 59,58   | Fort Lauderdale | 13 sierpnia 2002 |
| Rekord olimpijski | Diana Mocanu     | 1:00,21 | Sydney          | 18 września 2000 |

W trakcie igrzysk ustanowiono w tej konkurencji następujące rekordy:
| Data        | Etap konkurencji                           | Zawodniczka      | Czas    | Rekord |
| ----------- | ------------------------------------------ | ---------------- | ------- | ------ |
| 15 sierpnia | półfinał 2                                 | Natalie Coughlin | 1:00,17 | OR     |
| 21 sierpnia | finał – sztafeta 4 × 100 m stylem zmiennym | Natalie Coughlin | 59,68   | OR     |

## Wyniki

### Eliminacje
| Miejsce | Wyścig | Tor | Zawodniczka              | Państwo           | Czas    | Uwagi |
| ------- | ------ | --- | ------------------------ | ----------------- | ------- | ----- |
| 1.      | 4      | 4   | Laure Manaudou           | Francja           | 1:01,27 | Q     |
| 2.      | 4      | 5   | Reiko Nakamura           | Japonia           | 1:01,39 | Q     |
| 3.      | 6      | 4   | Natalie Coughlin         | Stany Zjednoczone | 1:01,45 | Q     |
| 4.      | 3      | 5   | Kirsty Coventry          | Zimbabwe          | 1:01,60 | Q,    |
| 5.      | 4      | 6   | Noriko Inada             | Japonia           | 1:01,67 | Q     |
| 6.      | 5      | 4   | Antje Buschschulte       | Niemcy            | 1:01,68 | Q     |
| 7.      | 6      | 5   | Nina Żywaniewska         | Hiszpania         | 1:01,75 | Q     |
| 8.      | 4      | 3   | Stanisława Komarowa      | Rosja             | 1:01,84 | Q     |
| 9.      | 4      | 7   | Ilona Hlaváčková         | Czechy            | 1:01,95 | Q     |
| 10.     | 5      | 7   | Giaan Rooney             | Australia         | 1:01,96 | Q     |
| 11.     | 5      | 3   | Haley Cope               | Stany Zjednoczone | 1:01,99 | Q     |
| 12.     | 6      | 3   | Katy Sexton              | Wielka Brytania   | 1:02,01 | Q     |
| 13.     | 5      | 5   | Louise Ørnstedt          | Dania             | 1:02,17 | Q     |
| 13.     | 6      | 7   | Sarah Price              | Wielka Brytania   | 1:02,17 | Q     |
| 15.     | 6      | 2   | Gao Chang                | Chiny             | 1:02,19 | Q     |
| 16.     | 4      | 2   | Zhan Shu                 | Chiny             | 1:02,39 | Q     |
| 17.     | 4      | 1   | Erin Gammel              | Kanada            | 1:02,47 |       |
| 17.     | 3      | 4   | Sanja Jovanović          | Chorwacja         | 1:02,47 |       |
| 19.     | 5      | 6   | Iryna Amshennikova       | Ukraina           | 1:02,57 |       |
| 20.     | 5      | 8   | Marieke Guehrer          | Australia         | 1:02,76 |       |
| 21.     | 6      | 8   | Nikolett Szepesi         | Węgry             | 1:02,78 |       |
| 22.     | 5      | 2   | Hannah McLean            | Nowa Zelandia     | 1:03,09 |       |
| 23.     | 6      | 6   | Janine Pietsch           | Niemcy            | 1:03,13 |       |
| 24.     | 4      | 8   | Shim Min-ji              | Korea Południowa  | 1:03,14 |       |
| 25.     | 3      | 3   | Swiatłana Chachłowa      | Białoruś          | 1:03,25 |       |
| 26.     | 6      | 1   | Alessandra Cappa         | Włochy            | 1:03,50 |       |
| 27.     | 3      | 2   | Gisela Morales           | Gwatemala         | 1:03,72 |       |
| 28.     | 3      | 6   | Anna Gostomelski         | Izrael            | 1:04,06 |       |
| 29.     | 5      | 1   | Alexandra Putra          | Francja           | 1:04,13 |       |
| 30.     | 3      | 8   | Hiu Wai Sherry Tsai      | Hongkong          | 1:04,25 |       |
| 31.     | 2      | 5   | Kiera Aitken             | Bermudy           | 1:04,37 |       |
| 32.     | 2      | 1   | Chonlathorn Vorathamrong | Tajlandia         | 1:05,15 |       |
| 33.     | 3      | 1   | Eirini Karastergiou      | Grecja            | 1:05,30 |       |
| 34.     | 2      | 4   | Şadan Derya Erke         | Turcja            | 1:05,38 |       |
| 35.     | 2      | 3   | Serrana Fernández        | Urugwaj           | 1:05,51 |       |
| 36.     | 3      | 7   | Hanna-Maria Seppälä      | Finlandia         | 1:05,55 |       |
| 37.     | 2      | 2   | Fu Hsiao-han             | Chińskie Tajpej   | 1:06,62 |       |
| 38.     | 2      | 7   | Anastassiya Prilepa      | Kazachstan        | 1:07,55 |       |
| 39.     | 1      | 4   | Lenient Obia             | Nigeria           | 1:09,95 |       |
| 40.     | 1      | 5   | Ana Galindo              | Honduras          | 1:11,80 |       |
| 41.     | 2      | 6   | Olga Gnedovskaya         | Uzbekistan        | 1:15,33 |       |
| 42.     | 1      | 3   | Ýelena Roýkowa           | Turkmenistan      | 1:15,48 |       |

### Półfinały

#### Półfinał 1
| Miejsce | Tor | Zawodniczka         | Państwo         | Czas    | Uwagi |
| ------- | --- | ------------------- | --------------- | ------- | ----- |
| 1.      | 3   | Antje Buschschulte  | Niemcy          | 1:00,94 | Q     |
| 2.      | 5   | Kirsty Coventry     | Zimbabwe        | 1:01,21 | Q,    |
| 3.      | 4   | Reiko Nakamura      | Japonia         | 1:01,24 | Q     |
| 4.      | 2   | Giaan Rooney        | Australia       | 1:01,41 | OC    |
| 5.      | 6   | Stanisława Komarowa | Rosja           | 1:01,63 |       |
| 6.      | 7   | Katy Sexton         | Wielka Brytania | 1:01,96 |       |
| 7.      | 8   | Zhan Shu            | Chiny           | 1:02,10 |       |
| 8.      | 1   | Sarah Price         | Wielka Brytania | 1:02,48 |       |

#### Półfinał 2
| Miejsce | Tor | Zawodniczka      | Państwo           | Czas    | Uwagi |
| ------- | --- | ---------------- | ----------------- | ------- | ----- |
| 1.      | 5   | Natalie Coughlin | Stany Zjednoczone | 1:00,17 | Q,    |
| 2.      | 4   | Laure Manaudou   | Francja           | 1:00,88 | Q     |
| 3.      | 1   | Louise Ørnstedt  | Dania             | 1:01,12 | Q     |
| 4.      | 7   | Haley Cope       | Stany Zjednoczone | 1:01,13 | Q     |
| 5.      | 6   | Nina Żywaniewska | Hiszpania         | 1:01,19 | Q     |
| 6.      | 3   | Noriko Inada     | Japonia           | 1:01,74 |       |
| 7.      | 2   | Ilona Hlaváčková | Czechy            | 1:01,81 |       |
| 8.      | 8   | Gao Chang        | Chiny             | 1:02,17 |       |

### Finał
| Miejsce | Tor | Zawodniczka        | Państwo           | Czas    | Uwagi |
| ------- | --- | ------------------ | ----------------- | ------- | ----- |
| 1. !    | 4   | Natalie Coughlin   | Stany Zjednoczone | 1:00,37 |       |
| 2. !    | 1   | Kirsty Coventry    | Zimbabwe          | 1:00,50 | AF    |
| 1. !    | 5   | Laure Manaudou     | Francja           | 1:00,88 |       |
| 4.      | 8   | Reiko Nakamura     | Japonia           | 1:01,05 |       |
| 5.      | 7   | Nina Żywaniewska   | Hiszpania         | 1:01,12 |       |
| 6.      | 3   | Antje Buschschulte | Niemcy            | 1:01,39 |       |
| 7.      | 6   | Louise Ørnstedt    | Dania             | 1:01,51 |       |
| 8.      | 2   | Haley Cope         | Stany Zjednoczone | 1:01,76 |       |